# Charles F. Hurley
Charles Francis Hurley, född 24 november 1893 i Cambridge, Massachusetts, död 24 mars 1946 i Boston, var en amerikansk demokratisk politiker. Han var guvernör i delstaten Massachusetts 1937–1939.
Hurley utexaminerades 1915 från Boston College och deltog i första världskriget i USA:s flotta.
Hurley efterträdde 1937 James Michael Curley som guvernör och efterträddes 1939 av Leverett Saltonstall. Innan ämbetsperioden som guvernör tjänstgjorde han tre mandatperioder som delstatens finansminister. Som guvernör använde han sin vetorätt mot ett lagförslag om lojalitetsed för lärare. Efter två år som guvernör besegrades han i demokraternas primärval av företrädaren Curley.
Hurley avled 1946 och gravsattes på Cambridge Cemetery i Cambridge i Massachusetts.